# Каламата
Калама́та, Каламе (грец. Καλαμάτα) — місто в Греції на півдні периферії Пелопоннес, столиця ному Мессинія. Місто обслуговує Міжнародний аеропорт Каламата.

## Клімат
Місто знаходиться у зоні, котра характеризується середземноморським кліматом. Найтепліший місяць — липень із середньою температурою 26.4 °C (79.5 °F). Найхолодніший місяць — січень, із середньою температурою 10.2 °С (50.4 °F).
| Клімат Каламати         | Клімат Каламати | Клімат Каламати | Клімат Каламати | Клімат Каламати | Клімат Каламати | Клімат Каламати | Клімат Каламати | Клімат Каламати | Клімат Каламати | Клімат Каламати | Клімат Каламати | Клімат Каламати | Клімат Каламати |
| Показник                | Січ.            | Лют.            | Бер.            | Квіт.           | Трав.           | Черв.           | Лип.            | Серп.           | Вер.            | Жовт.           | Лист.           | Груд.           | Рік             |
| Абсолютний максимум, °C | 18              | 22              | 25              | 26              | 32              | 37              | 41              | 37              | 33              | 37              | 27              | 20              | 41              |
| Середній максимум, °C   | 15,3            | 15,5            | 17,1            | 19,9            | 24,3            | 28,8            | 31,1            | 31,3            | 28,7            | 24,7            | 20,5            | 16,7            | 22,8            |
| Середня температура, °C | 10,2            | 10,6            | 12,3            | 15,2            | 19,7            | 24,1            | 26,4            | 26,3            | 23,2            | 18,9            | 14,8            | 11,7            | 17,8            |
| Середній мінімум, °C    | 5,7             | 5,7             | 6,8             | 8,9             | 12,4            | 16              | 18,1            | 18,4            | 16,2            | 13,2            | 9,9             | 7,2             | 11,5            |
| Абсолютний мінімум, °C  | −2              | −3              | 0               | 2               | 6               | 10              | 12              | 13              | 10              | 7               | 0               | −2              | −3              |
| Норма опадів, мм        | 114.3           | 94.1            | 73              | 48.5            | 25.6            | 7.5             | 4.2             | 11.3            | 29.1            | 85.3            | 142.2           | 154.9           | 790             |
| Днів з опадами          | 20              | 22              | 15              | 15              | 13              | 6               | 4               | 6               | 12              | 15              | 22              | 29              | 179             |
| Днів з дощем            | 9,3             | 10,9            | 10,3            | 6,1             | 5,1             | 1,9             | 1,3             | 1,4             | 1,9             | 6,9             | 10              | 11,6            | 76,7            |
| Вологість повітря, %    | 72.6            | 71.7            | 71.2            | 70.4            | 66.3            | 58.6            | 58              | 61.1            | 65.2            | 69.3            | 74.8            | 75              | 67.9            |
| ----------------------- | --------------- | --------------- | --------------- | --------------- | --------------- | --------------- | --------------- | --------------- | --------------- | --------------- | --------------- | --------------- | --------------- |
| Джерело: Weatherbase    |                 |                 |                 |                 |                 |                 |                 |                 |                 |                 |                 |                 |                 |

## Історія
Історія Каламати сягає прадавніх часів. Ще в часи Гомера на цій території існувало місто Фарес (грец. Φαρρές), приблизно там сьогодні знаходиться замок, побудований франками. Свою назву місто отримало від назви стародавнього візантійського монастиря — грец. Παναγία την Καλομάτο, але прикінцеву букву Омікрон (ο) було замінено літерою альфа (α).
Каламата знаходилася під владою Спарти з 8 століття до н. е. до середини 4 століття до н. е. Після Четвертого хрестового походу 1204 року н. е. Каламата була захоплена франками. Із початком економічного зростання у місті був закладений замок та різноманітні фортифікації. З 1459 року місто перебувало під владою венеційців. У 1715 році Каламату завоювали турки. Лише у 1821 році в ході Грецької революції місто зайняли грецькі повстанці. 23 березня 1821 року Каламата була остаточно звільнена від турків. У цей день Колокотроніс, Мавроміхаліс (Μαυρομιχάλης), Папафлесас (Παπαφλέσσας) і Нікітарас (Νικηταράς) вступили у місто зі своїми загонами як визволителі. З Каламати повстання поширилося на всю територію Греції. Наприкінці 19 століття тут ведеться будівництво порту Каламати.
Нині Каламата — друге за величиною місто Пелопоннесу після Патр і є важливим адміністративним, економічним та торговим центром регіону, столицею ному Месинія. У місті відкрито кілька факультетів Університету Пелопоннесу. У вересні 1986 року місто було практично знищене двома потужними землетрусами, в результаті чого також загинуло багато мешканців міста. У наступному десятилітті Каламата інтенсивно відбудовувалась наново.

## Економіка
Морський порт (вивіз шовку, оливкової олії, маслин, цитрусових, родзинок). Шовкова і харчова промисловість. Рибальство.

## Населення
| Рік  | Місто  | Муніципалітет |
| ---- | ------ | ------------- |
| 1981 | 42,075 | —             |
| 1991 | 43,625 | 50,693        |
| 2001 | 61,373 | 81,125        |

## Персоналії
- Вільгельм II Віллардуен — правитель Ахейського князівства.
- Александрос Кумундурос — державний діяч.
- Михаїл Стасінопулос — Президент Греції.
- Васіліс Фотопулос — грецький художник.
- Прокопіс Павлопулос — Президент Греції.
- Янніс Хрисомалліс — музикант.
- Нікос Ліберопулос — футболіст, нападник клубу Айнтрахт (Франкфурт-на-Майні).
- Мільтіадіс Пасхалідіс (* 1968) — музикант, композитор, співак, пісняр.

## Визначні місця
- Церква Святих Апостолів — символ міста;
- Малі візантійські церкви 10 століття;
- Замок Каламата, побудований франками, з якого відкривається панорама всього міста;
- Залізничний парк, розташований на південь від центру міста, з відкритим тут Музеєм залізниці — найбільшим у Греції і удостоєний Премії Європейської Комісії.
- У музеї Бенакі зберігаються важливі археологічні знахідки Месинії з часів бронзової до римської доби;
- Військовий музей Каламати містить зразки зброї та військового облаштування греків різних періодів
- «Муніципальна галерея» та «Галерея сучасного грецького мистецтва», де зібрано близько 500 експонатів і фольклорний музей;
- Народна бібліотека — діє з 1962 року і містить понад 80 000 примірників книг і понад 500 00 газет з 19 століття і донині.

## Спорт
| Клуб            | Ліга                   | Майданчик                      | Місткість | Заснований |
| --------------- | ---------------------- | ------------------------------ | --------- | ---------- |
| «Каламата»      | Дельта Етнікі — футбол | муніципальний стадіон Каламати | 10 000    | 1967       |
| «Мессиніакос»   | Дельта Етнікі — футбол | стадіон «Мессиніакос»          | 5 613     | 1888       |
| «Прасіна Пулія» | футбол                 |                                |           | 1938       |

## Міста-побратими
- Агландзія,  Кіпр
- Бізерта,  Туніс
- Сіань,  КНР[3]